# Fierville-Bray
Fierville-Bray est une ancienne commune française, située dans le département du Calvados en région Normandie, peuplée de 465 habitants.

## Géographie
| Poussy-la-Campagne | Billy                            | Airan         |
| Saint-Sylvain      | Fierville-Bray                   | Vieux-Fumé    |
| Saint-Sylvain      | Saint-Sylvain, Le Bû-sur-Rouvres | Condé-sur-Ifs |

## Toponymie
Le nom de la localité est attesté sous les formes Fierville, Fierville-la-Campagne avant la fusion de communes : le toponyme est attesté sous la forme Fiervilla en 1242, Feurevilla en 1273. Il est issu de l'ancien français ville dans son sens originel de « domaine rural », et, soit d'un anthroponyme germanique Fehr, soit de l'adjectif latin ferus, « fier », « remarquable ».
Le gentilé est Fiervillais.
Bray, Bray-la-Campagne avant la fusion : le toponyme est issu du gaulois bracu, « lieu humide ». Campagne désignait initialement une plaine, la commune étant à l'est de la plaine de Caen.

## Histoire
En 1859, Fierville-la-Campagne (207 habitants en 1856) absorbe Cinq-Autels (71 habitants), au nord de son territoire. Le 1er janvier 1973, Bray-la-Campagne (92 habitants en 1968, à l'est de Fierville), s'associe à Fierville-la-Campagne (219 habitants),. La commune prend le nom de Fierville-Bray et la fusion devient totale en 1987.
Fierville-la-Campagne a été décorée de la croix de guerre 1939-1945 par décret du 11 novembre 1948.

## Politique et administration
| Période                                  | Période   | Identité          | Étiquette | Qualité     |
| ---------------------------------------- | --------- | ----------------- | --------- | ----------- |
|                                          | 1983      | Henri Lemarignier |           |             |
| 1983                                     | mars 2008 | Louis de Lesquen  | SE        | Agriculteur |
| mars 2008                                | En cours  | Philippe Salley   | SE        | Agriculteur |
| Les données manquantes sont à compléter. |           |                   |           |             |

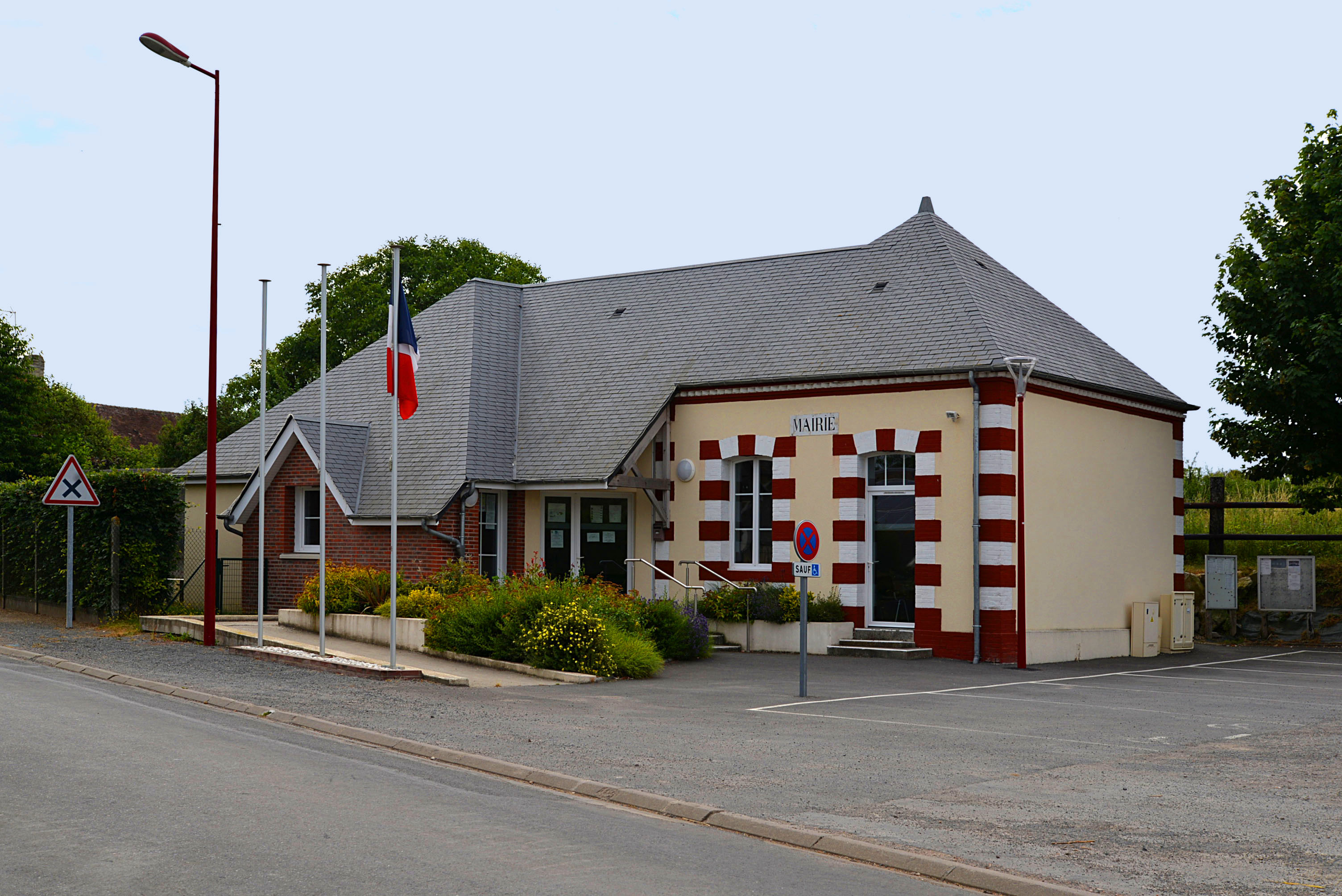
La mairie.

Le conseil municipal est composé de quinze membres dont le maire et deux adjoints.

## Démographie
L'évolution du nombre d'habitants est connue à travers les recensements de la population effectués dans la commune depuis 1793. À partir du 1er janvier 2009, les populations légales des communes sont publiées annuellement dans le cadre d'un recensement qui repose désormais sur une collecte d'information annuelle, concernant successivement tous les territoires communaux au cours d'une période de cinq ans. 
Pour les communes de moins de 10 000 habitants, une enquête de recensement portant sur toute la population est réalisée tous les cinq ans, les populations légales des années intermédiaires étant quant à elles estimées par interpolation ou extrapolation. Pour la commune, le premier recensement exhaustif entrant dans le cadre du nouveau dispositif a été réalisé en 2007,.
En 2021, la commune comptait 465 habitants, en évolution de −10,58 % par rapport à 2015 (Calvados : +1,58 %, France hors Mayotte : +2,49 %).
| 1793 | 1800 | 1806 | 1821 | 1831 | 1836 | 1841 | 1846 | 1851 |
| ---- | ---- | ---- | ---- | ---- | ---- | ---- | ---- | ---- |
| 230  | 237  | 222  | 227  | 229  | 205  | 192  | 202  | 216  |

| 1856 | 1861 | 1866 | 1872 | 1876 | 1881 | 1886 | 1891 | 1896 |
| ---- | ---- | ---- | ---- | ---- | ---- | ---- | ---- | ---- |
| 207  | 280  | 311  | 316  | 309  | 302  | 299  | 286  | 288  |

| 1901 | 1906 | 1911 | 1921 | 1926 | 1931 | 1936 | 1946 | 1954 |
| ---- | ---- | ---- | ---- | ---- | ---- | ---- | ---- | ---- |
| 305  | 280  | 285  | 286  | 249  | 220  | 248  | 265  | 236  |

| 1962 | 1968 | 1975 | 1982 | 1990 | 1999 | 2007 | 2012 | 2017 |
| ---- | ---- | ---- | ---- | ---- | ---- | ---- | ---- | ---- |
| 223  | 219  | 237  | 301  | 421  | 426  | 462  | 516  | 502  |

| 2019 | - | - | - | - | - | - | - | - |
| ---- | - | - | - | - | - | - | - | - |
| 476  | - | - | - | - | - | - | - | - |

## Lieux et monuments
- Église Saint-Pierre de Fierville, des XIIe et XIIIe siècles.
- Château de Fierville, du XVIIIe siècle.
- Château de Bray, du XIXe siècle.
- Les églises Saint-Jean-Baptiste de Bray et Notre-Dame de Cinq-Autels ont été détruites au XIXe siècle. Le cimetière de Bray existe encore, face au château.
- Parcs éoliens.

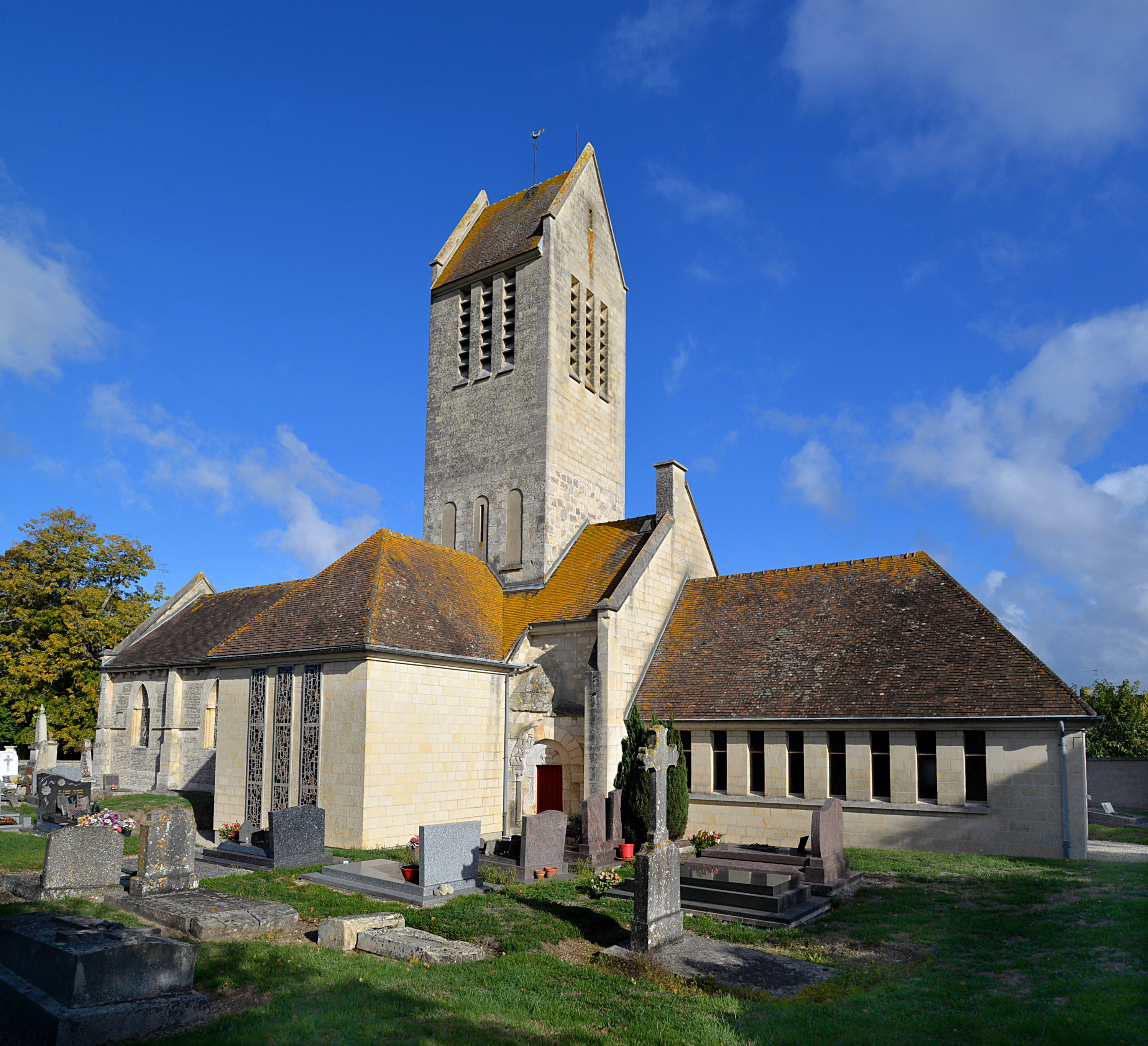
L’église Saint-Pierre.
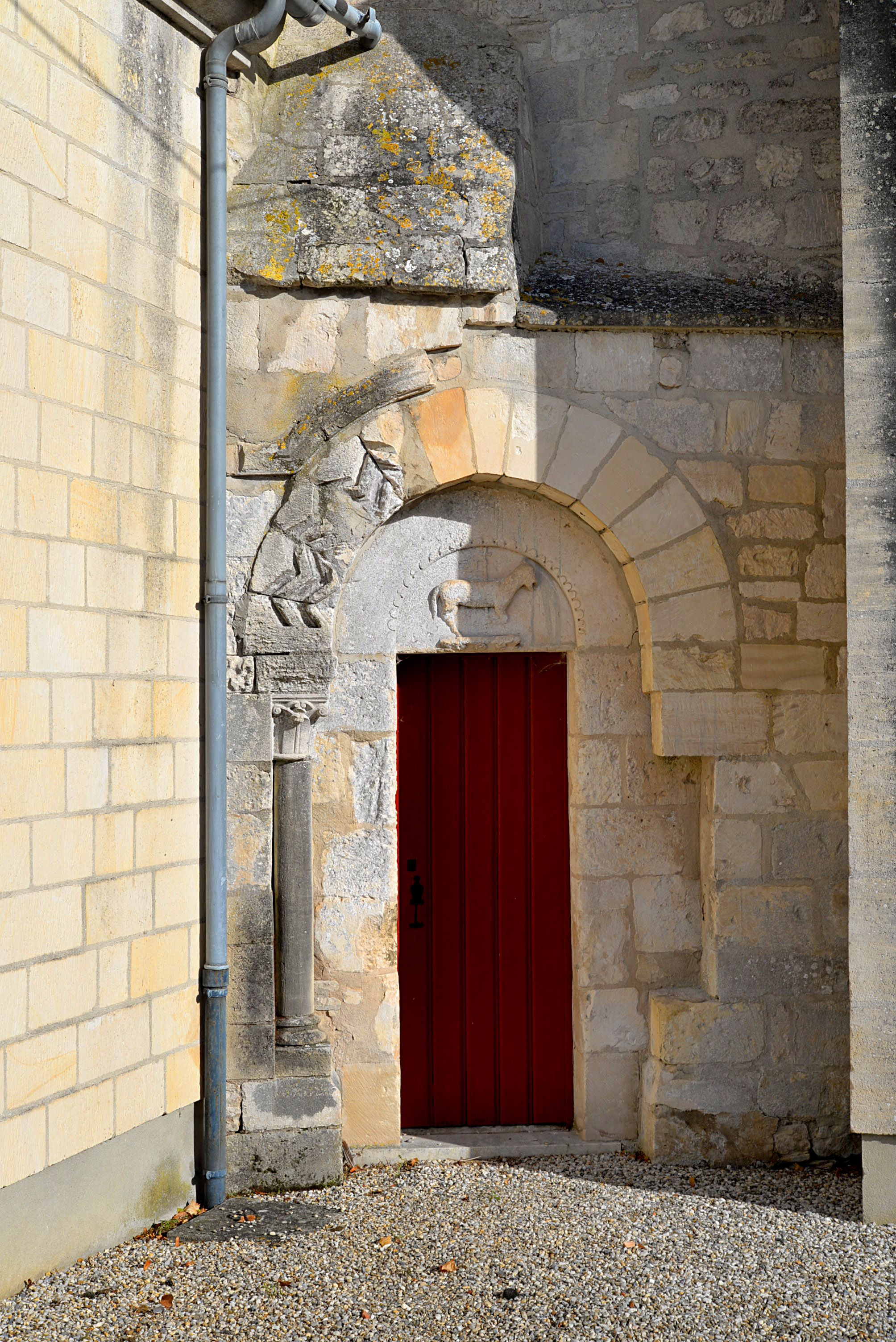
Porte latérale sud de l’église Saint-Pierre.